# Cerkev svete Sofije, Nesebar
Cerkev svete Sofije (Srednjeveška grščina Ναός Ἁγίας Σοφίας- Naós Hagías Sophías, 'Cerkev svete modrosti'), bolgarsko църква „Света София“, latinizirano: cǎ́rkva "Sveta Sofiya") in stara škofija (bolgarsko Старата митрополия, latinizirano: Starata mitropoliya) je vzhodna pravoslavna cerkev v Nesebarju v vzhodni Bolgariji. Stoji v starem delu mesta, ki je del Unescovega seznama svetovne dediščine in 100 turističnih krajev Bolgarije.

## Zgodovina, arhitekturne in umetniške značilnosti
Cerkev stoji na mestu, ki naj bi bilo središče starodavnega mesta. Je triladijska neobokana bazilika s polkrožno apsido, narteksom in atrijem. Cerkev ima skupno dolžino 25,5 m in širino 13 m. Razdelitev na tri ladje sta izvedli dve vrsti po pet stebrov. Srednja ladja (9,3 m široka) se proti vzhodu zaključuje z veliko sklenjeno apsido, okroglo zunaj in tristrano znotraj. Na vzhodni steni nad apsido so tri obokana okna. Bazilika je imela nekoč dvokapno streho, ki ni ohranjena. Z notranje strani je bila cerkev včasih ometana in nato poslikana s freskami. Vsa tla so bila včasih prekrita z mozaiki, ki so bili narejeni z majhnimi barvnimi kamenčki. Zgrajena je iz kamna in opeke in je največja med nesebarskimi cerkvami, katere nadzemna zgradba je ohranjena.
Bazilika je bila zgrajena v poznem 5. in začetku 6. stoletja. Današnjo podobo je dobila v začetku 9. stoletja, ko je bila prezidana. V srednjem veku je služila kot stolnica za škofovsko eparhijo s središčem v Nesebarju. Leta 1257 so cerkev izropali Benečani med pohodom proti Bolgarskemu cesarstvu in številne verske relikvije so bile odnesene v cerkev San Salvatore v Benetkah. Bazilika je bila opuščena v 18. stoletju.